# Salvation Boulevard
Pour plus de détails, voir Fiche technique et Distribution.
Salvation Boulevard est un film américain réalisé par George Ratliff, sorti en 2011.

## Synopsis
Alors qu'ils discutent d'une idée de livre, le pasteur évangéliste Dan Day tire par accident une balle dans la tête du Dr. Paul Blaylock, un athée. Il essaie de faire passer sa mort pour un suicide.

## Fiche technique
- Titre : Salvation Boulevard
- Réalisation : George Ratliff
- Scénario : Douglas Stone, George Ratliff d'après le roman de Larry Beinhart
- Musique : George S. Clinton
- Photographie : Tim Orr
- Montage : Michael LaHaie
- Production : Peter Fruchtman, Celine Rattray et Cathy Schulman
- Société de production : Mandalay Vision, 10th Hole Productions, Cineric et DRO Entertainment
- Société de distribution : IFC Films (États-Unis)
- Pays :  États-Unis
- Genre : Policier, comédie dramatique et thriller
- Durée : 96 minutes
- Dates de sortie : 
  -  États-Unis : 15 juillet 2011

## Distribution
- Jennifer Connelly : Gwen Vandermeer
- Greg Kinnear : Carl Vandermeer
- Pierce Brosnan : Dan Day
- Ed Harris : Peter Blaylock
- Jan Radcliff : le modérateur
- Ciarán Hinds : Jim Hunt
- Jim Gaffigan : Jerry Hobson
- Marisa Tomei : Honey Foster
- Isabelle Fuhrman : Angie Vandermeer
- Mary Callaghan Lynch : Bedelia Hobson
- Cree Kelly : Tabitha
- Randy Ryan : Duane
- Mike Eshaq : Ahmad
- Michael Maurice : l'officier Bill Peale
- Ele Bardha : l'officier Jensen
- Garrett Fuller : Todd le professeur
- Bianca Binno : Lara Guzman de Vaca
- Yul Vazquez : Jorge Guzman de Vaca

## Accueil
Le film a reçu un accueil défavorable de la critique. Il obtient un score moyen de 35 % sur Metacritic.